# Проспект Центральний (Кривий Ріг)
Проспект Центральний — проспект у Центрально-Міському районі Кривого Рогу. Формування припало на ХІХ століття. Проспект розташовано в історичному центрі Кривого Рогу. Бере початок від площі Захисників України (Визволення), пролягає паралельно вулиці Гірничих інженерів (Пушкіна), після «Центрального» ринку дещо змінює напрямок й закінчується на перехресті з вулицею Кобилянського та проспектом Миру.

## Історія
Формування вулиці почалось на початку ХІХ століття по лівому боці балки Сушкова. Забудова була представлена селянськими садибами. Сучасних розмірів набула на початку ХХ століття.
У 1964—2024 роках поблизу будинку № 9 знаходився пам'ятник російському письменнику М. Ю. Лермонтову.
27 січня 2024 року Криворізька міська рада перейменувала вулицю Лермонтова на проспект Центральний.